# Scott Campbell (Autor)
Scott Campbell (* 24. März 1945 in Michigan) ist ein US-amerikanischer Autor.
„Aftermath“, auf dem das Filmdrama Im Winter ein Jahr basiert, ist der zweite Roman von Scott Campbell, der bereits für seinen Debütroman „Touched“ von der Presse hoch gelobt wurde. Der Autor lebt in Jamaica Plain, Boston und arbeitet als Director of Communications an der MIT School of Architectur and Planning.